# Bułgaria na Letnich Igrzyskach Paraolimpijskich 2008
Bułgarię na Letnich Igrzyskach Paraolimpijskich 2008 w Pekinie reprezentowało 8 zawodników w 2 konkurencjach.

## Zdobyte medale
| Medal  | Zawodnik         | Dyscyplina    | Konkurencja           | Data |
| ------ | ---------------- | ------------- | --------------------- | ---- |
| Srebro | Steła Enewa      | Lekkoatletyka | rzut dyskiem (F57/58) |      |
| Brąz   | Danieła Todorowa | Lekkoatletyka | trójskok (F54/56)     |      |

## Reprezentanci

### Lekkotletyka
- Steła Enewa
- Radostina Iwanowa
- Iwanka Kolewa
- Danieła Todorowa
- Deczko Owczarow
- Mustafa Useinow
- Radosław Złatanow

### Trójbój siłowy
- Iwanka Kolewa
- Spas Spasow